# Зорн (река)
Зорн или Цорн (фр. Zorn) — река во Франции. Длина реки составляет около 97 км. Площадь бассейна насчитывает 757 км² и на 55,75 % состоит из сельскохозяйственных угодий, на 37,29 % — из лесных угодий и на 6,95 % — из застроенных земель. Средний расход воды — 5,91 м³/с. Имеет ряд притоков. Питание реки в основном дождевое.
Находится на северо-востоке страны в Гранд-Эсте (начало берёт из слияния рек Zorn jaune и Zorn blanche, истоки которых находятся в Лотарингии). Зорн впадает в реку Модер.
Зорн — река с зимним паводком с декабря по март включительно, максимум — в январе-феврале. Самый низкий уровень воды в реке летом, в период с июля по сентябрь включительно.